# Helga Erny
Helga Erny, geb. Klein (bis 1952) (* 15. August 1931 in Mannheim; † 27. Januar 2021 ebenda) war eine deutsche Leichtathletin und Olympiamedaillengewinnerin.

## Leben
Helga Klein wuchs in Mannheim-Schönau mit fünf Geschwistern auf, lernte Näherin und spielte zunächst Handball bei der Sportgemeinschaft Mannheim, ehe sie zur Leichtathletik wechselte. Von 1948 bis 1955 startete sie für die SG Mannheim und erreichte 1952 bei den deutschen Meisterschaften den zweiten Platz im 100-Meter-Lauf. Am 15. Juni 1952 stellte sie in Karlsruhe mit 11,8 Sekunden den seit 1935 gültigen deutschen Rekord über 100 Meter ein.
Bei den XV. Olympischen Spielen 1952 in Helsinki gewann sie in Weltrekordzeit die Mannschafts-Silbermedaille zusammen mit ihren Teamkolleginnen Maria Sander, Ursula Knab und Marga Petersen, hinter dem zeitgleichen Team aus den USA (Gold) und vor dem Team aus Großbritannien (Bronze). Im 200-Meter-Lauf schaffte sie es bis zum Finallauf, musste sich aber mit einem fünften Platz zufriedengeben.
Helga Erny wurde 1952 und 1953 Deutsche Meisterin über 200 Meter, 1954 erreichte sie den dritten Platz. Bei den ersten deutschen Hallenmeisterschaften 1954 errang Helga Erny (mit Gisela Ebinger, Rienthaler und Annelies Zuppke) für die SG Mannheim in der 4-mal-160-Meter-Staffel den zweiten Platz. Daneben war Helga Erny auch im Weitsprung aktiv, wo es allerdings zu keiner Platzierung auf den vorderen Plätzen bei deutschen Meisterschaften reichte.
Seit 1953 war sie verheiratet und wohnte bis zu ihrem Tod in Leutershausen an der Bergstraße.

## Ehrungen
- Trägerin des silbernen Lorbeerblattes der Bundesrepublik Deutschland
- Ehrenmitglied und Trägerin des Goldenen Ehrenrings der Sportgemeinschaft Mannheim (früher: Vereinigte freie Turnerschaft Mannheim e. V.)[3]